# Tamopsis facialis
Tamopsis facialis là một loài nhện trong họ Hersiliidae. T. facialis được miêu tả năm 1993 bởi Martin Baehr & Barbara Baehr.